# TWF1
Twinfilin-1 es una proteína que en humanos está codificada por el gen TWF1.   Este gen codifica twinfilin, una proteína de unión a monómero de actina conservada desde la levadura hasta los mamíferos. Los estudios de la contraparte de ratón sugieren que esta proteína puede ser una proteína de unión a monómero de actina, y su localización en estructuras ricas en actina G corticales puede estar regulada por la pequeña GTPasa RAC1.

## Organismos modelo
| Característica                           | Fenotipo |
| ---------------------------------------- | -------- |
| Viabilidad homocigota                    | Normal   |
| Fertilidad                               | Normal   |
| Peso corporal                            | Normal   |
| Ansiedad                                 | Normal   |
| Evaluación neurológica                   | Normal   |
| La fuerza de prensión                    | Normal   |
| Plato caliente                           | Normal   |
| Dismorfología                            | Normal   |
| Calorimetría indirecta                   | Normal   |
| Prueba de tolerancia a la glucosa        | Normal   |
| Respuesta auditiva del tronco encefálico | Normal   |
| DEXA                                     | Normal   |
| Radiografía                              | Normal   |
| Temperatura corporal                     | Normal   |
| Morfología ocular                        | Normal   |
| Química Clínica                          | Normal   |
| Inmunoglobulinas plasmáticas             | Normal   |
| Hematología                              | Normal   |
| Prueba de micronúcleos                   | Normal   |
| Peso del corazón                         | Normal   |
| Histopatología ocular                    | Normal   |
| Infección por Salmonella                 | Normal   |
| Infección por Citrobacter                | Normal   |
| Todas las pruebas y análisis de          |          |

Se han utilizado organismos modelo en el estudio de la función TWF1. Una línea de ratón knockout condicional, llamada Twf1 se generó como parte del programa International Knockout Mouse Consortium, un proyecto de mutagénesis de alto rendimiento para generar y distribuir modelos animales de enfermedades a los científicos interesados, en el Wellcome Trust Sanger Institute.
Los animales machos y hembras se sometieron a un análisis fenotípico estandarizado para determinar los efectos de la deleción. Se llevaron a cabo veintitrés pruebas en ratones mutantes, pero no se observaron anomalías significativas.